# آغاوناوانک
آغاوناوانک (ارمنی: Աղավնավանք; انگلیسی: Aghavnavank) یک صومعه حواری ارمنی واقع در روستای آغاوناوانک، در استان تاووش، ارمنستان می‌باشد. ساخت و ساز این ساختمان بین سده‌های ۱۲ام-۱۳ام میلادی؛ به پایان رسید. این بنا به سبک معماری ارمنی طراحی شده‌است.

## نگارخانه

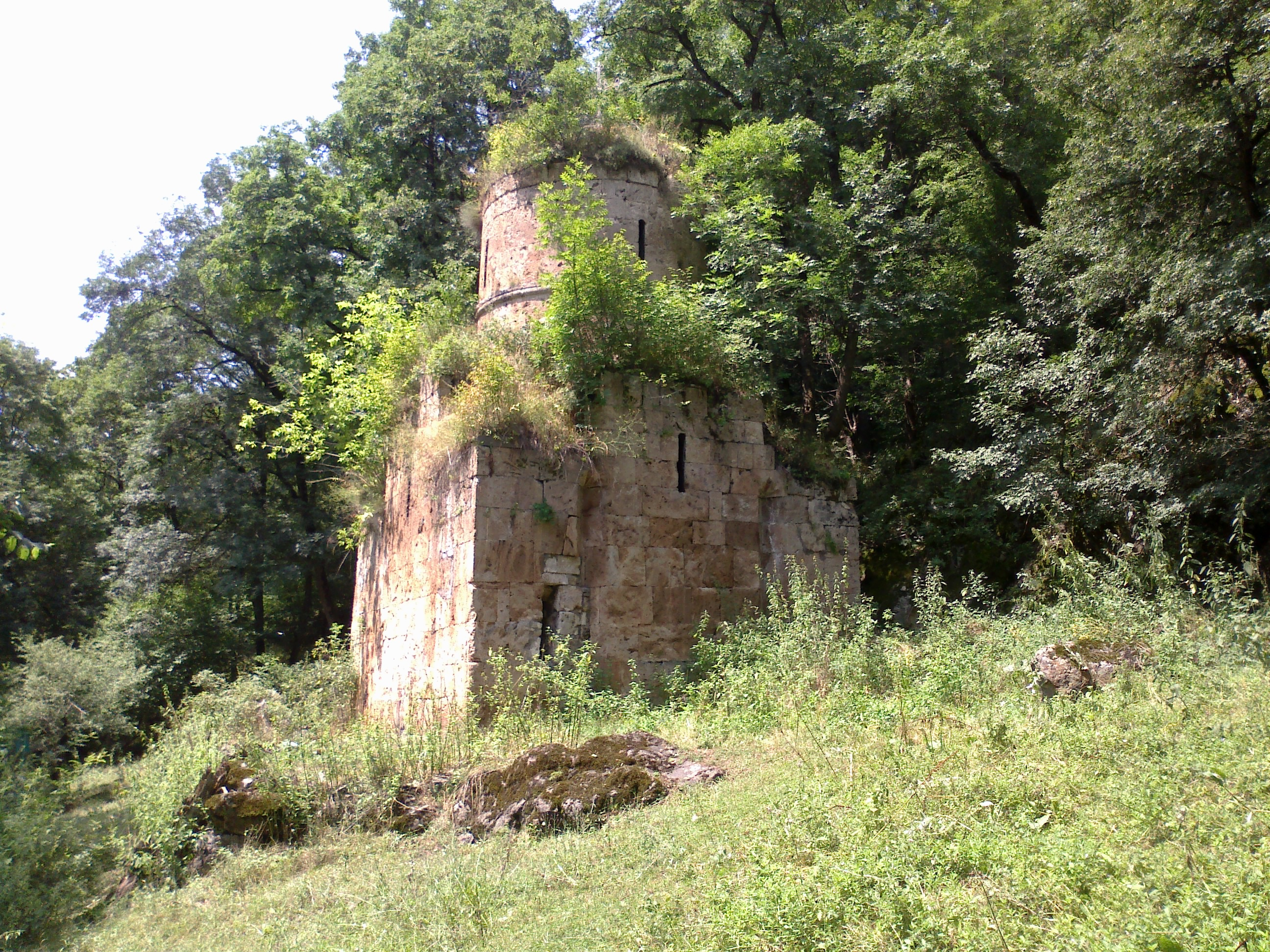
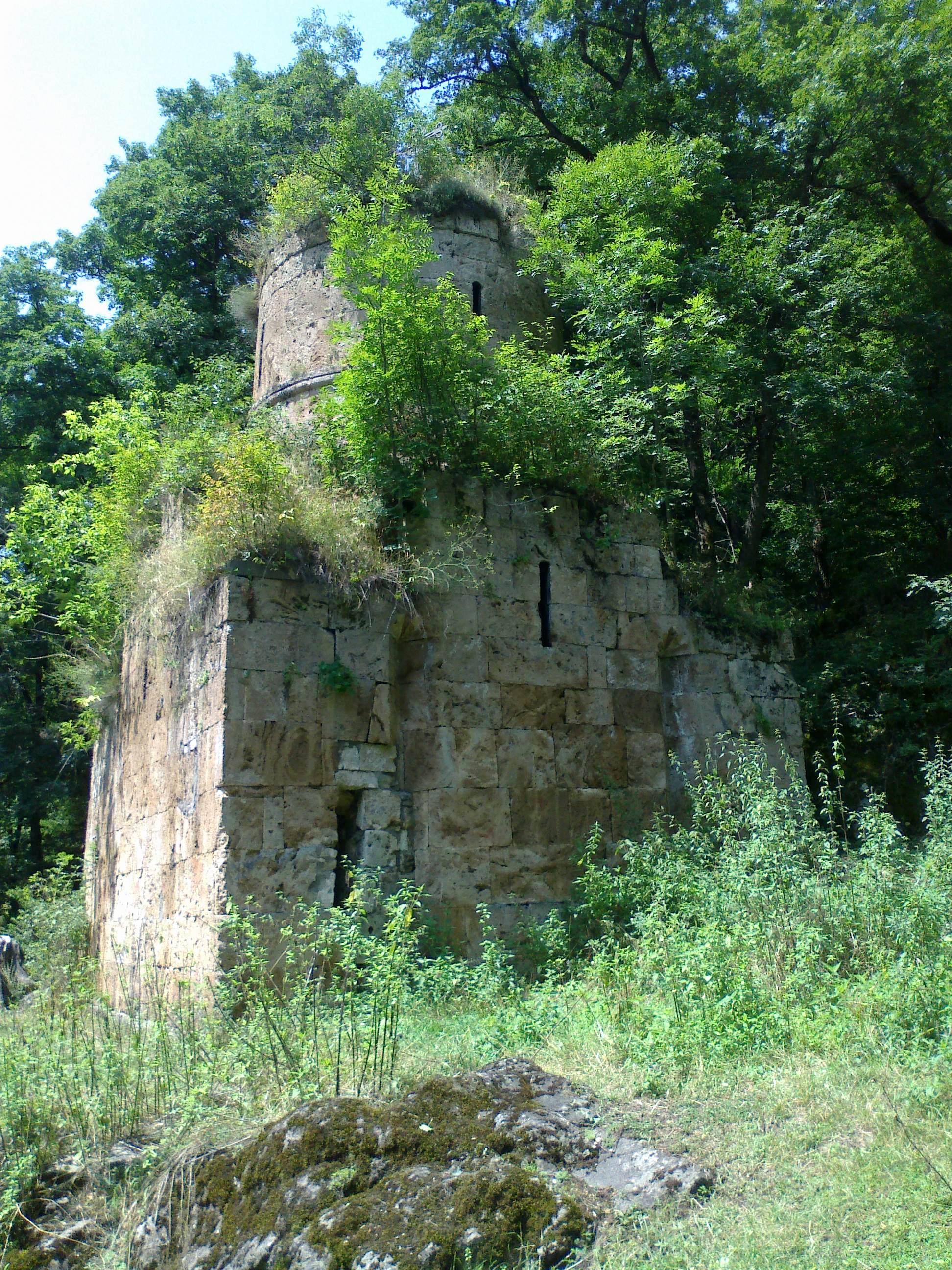
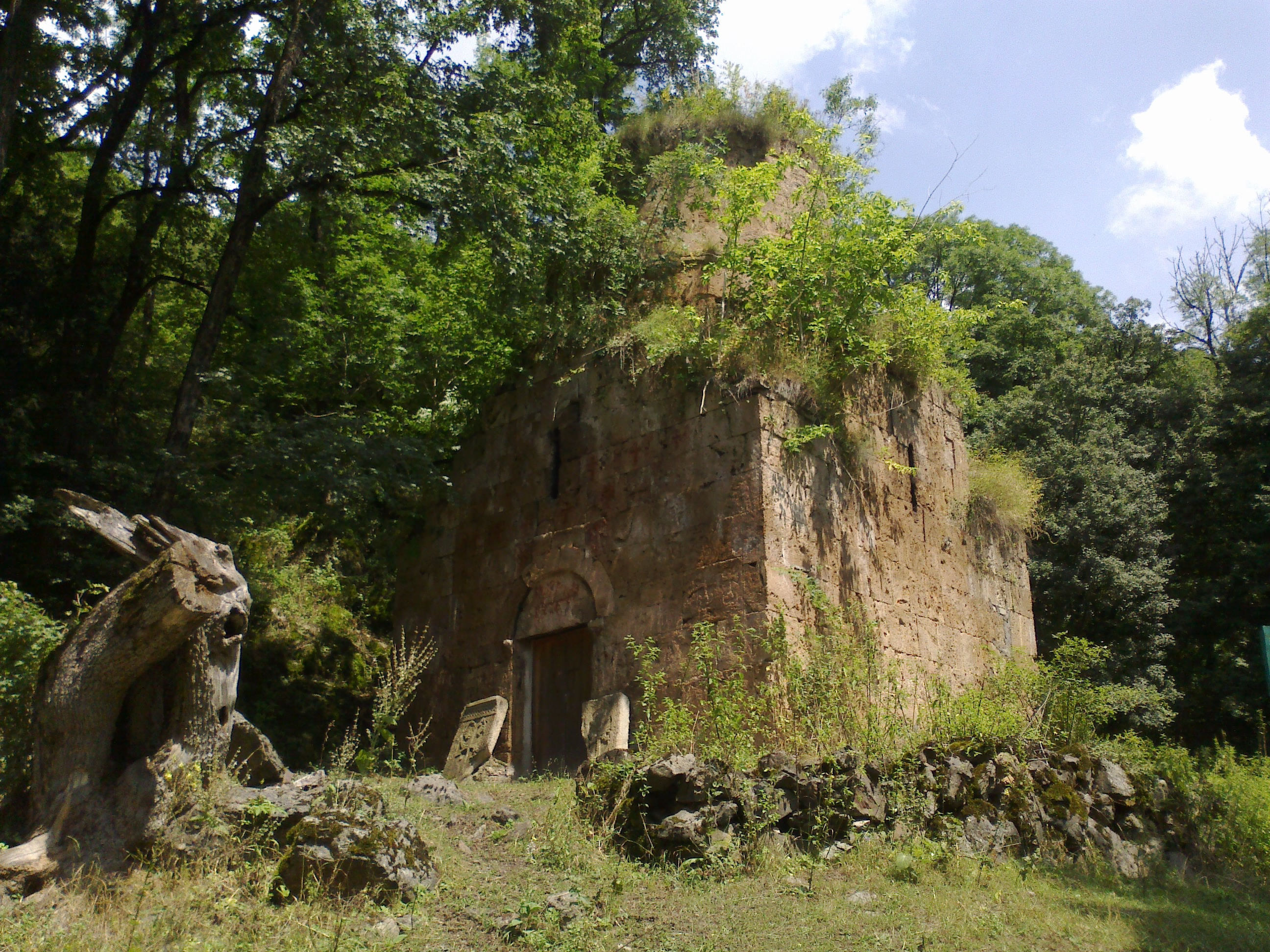